# Tarfīnābād
Tarfīnābād (persiska: تَرخين آباد, Tarkhīnābād, ترفین آباد) är en ort i Iran.   Den ligger i provinsen Hamadan, i den nordvästra delen av landet, 300 km väster om huvudstaden Teheran. Tarfīnābād ligger 1 687 meter över havet och antalet invånare är 695.
Terrängen runt Tarfīnābād är huvudsakligen kuperad, men åt sydväst är den platt. Runt Tarfīnābād är det ganska tätbefolkat, med 80 invånare per kvadratkilometer. Närmaste större samhälle är Asadābād, 3,7 km söder om Tarfīnābād. Trakten runt Tarfīnābād består till största delen av jordbruksmark.